# Sinophorus inflatus
Sinophorus inflatus är en stekelart som beskrevs av Sanborne 1984. Sinophorus inflatus ingår i släktet Sinophorus och familjen brokparasitsteklar. Inga underarter finns listade i Catalogue of Life.